# Sin With Sebastian
Sin With Sebastian var alias för den tyske sångaren Sebastian Roth, född 20 september 1971 i Neustadt an der Weinstrasse. 1995 fick han en stor hit med låten Shut Up (And Sleep With Me).
Efter en mediedesignutbildning flyttade Roth till London i Storbritannien, där han arbetade vid en teater i West End. Av en vän fick han 1992 i present inspelningstid i en professionell studio. Han spelade in en demomix av låten Shut Up And Sleep With Me, som han sedan under flera år skickade ut till skivbolag. 1995 fick han till slut kontrakt, och låten blev en stor hit. I Sverige låg singeln på Hitlistan i 17 veckor med en tredjeplats som högsta placering.
Den uppföljande låten Golden Boy och albumet med samma namn floppade dock och Sin With Sebastian gick i graven. Roth producerade senare en duett med artisten Marianne Rosenberg, låten He Belongs To Me.

## Diskografi

### Singlar
- Shut Up (And Sleep With Me) (1995)
- Shut Up (And Sleep With Me) Remixes (1996)
- Golden Boy (1996)
- He Belongs to me (duett med Marianne Rosenberg) (1997)
- Fuck you (I am in Love) (2007)
- Fuck you (I am in Love) - Remixes (2007)

### Album
- Golden Boy (1996)
- Punk Pop! EP (2008)